# 宾州弓背蚁
宾州弓背蚁（学名：Camponotus pennsylvanicus，英文俗名：Black carpenter ants）又称宾夕法尼亚弓背蚁和北美黑弓背蚁， 是蚁科、蚁亚科、弓背蚁属之下的一个物种。该物种原产于美国中部和东部以及加拿大东部，是当地最大且最常见的弓背蚁之一。  

## 描述

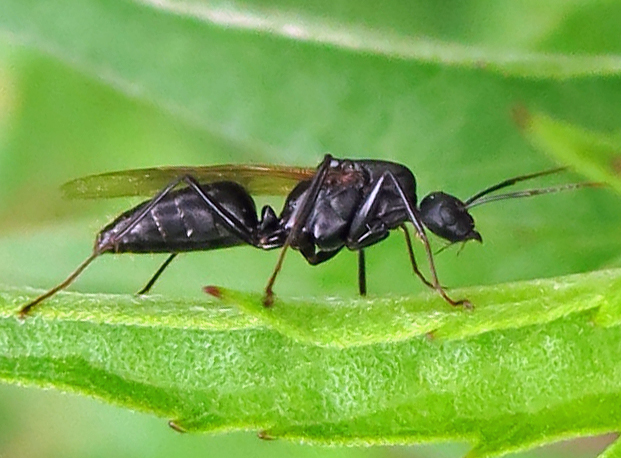
宾州弓背蚁雄蚁

宾州弓背蚁与其他弓背蚁的区别在于，它的头部和身体呈暗黑色，腹部有白色或淡黄色的毛发。该物种的所有种姓（包括大型和小型工蚁、蚁后和雄蚁）都是黑色或略带黑色的。宾州弓背蚁具有多态性，工蚁的体型各有不同。蚁后的长度可达 19–21mm ，大型工蚁的体型和蚁后几乎一样大，约为 14-17mm 。它们与其他几种弓背蚁一起，是北美洲最大的蚂蚁种类。与所有蚂蚁一样，触角是膝状的（肘状）。工蚁通常有12节触角。公主通常有黄色的翅膀。

## 习性
据了解，宾州弓背蚁会在 91m 范围内寻找食物，并在觅食过程中留下信息素痕迹。它们通过嗅觉来定位食物。 一个巢穴可以容纳数千只蚂蚁，如此大的巢穴可以通过工蚁发出的破裂声来察觉。宾州弓背蚁不会蜇人，但体型较大的工蚁会进行尖锐的叮咬，而喷洒到伤口上的蚁酸会使伤口更加疼痛。工蚁负责照料蚜虫，体型较小的工蜂负责收集蜜露，然后将其交哺给中型和大型工蚁，再由它们带回巢穴。此外，采食者还以死昆虫和植物汁液为食。一般它们在夜间觅食。 

## 分布
宾州弓背蚁分布于落基山脉以东的几乎所有林地、森林边缘和郊区社区。 

## 控制措施
在自然环境中，木栖型的弓背蚁会在枯树和其他枯木中筑巢。让木材加速分解，具有生态效益。然而，当弓背蚁入侵到人类的房屋或其他建筑物的木材中，并破坏其结构完整性时，弓背蚁就成为害虫了。 
由于它们喜欢栖息在潮湿的木材中，因此应消除任何促进潮湿的条件，以防止侵扰。其中最简单的方法是保持排水沟畅通，以免水顺着建筑物侧面流下或进入建筑物。潮湿的木头更容易损坏。但弓背蚁跟白蚁不一样，弓背蚁并不吃木头，而是把木头挖通，建造供它们活动的巢室和走廊。这些走廊与木纹平行，因为它们是在木材较软、不对齐的部分创建的。由于粪便残留，这些走廊看上去有种砂纸般的感觉，但不会有白蚁产生的泥管。